# Liste der Kulturdenkmäler in Ostheim (Liebenau)
Die folgende Liste enthält die in der Denkmaltopographie ausgewiesenen Kulturdenkmäler auf dem Gebiet des Ortsteils Ostheim der  Stadt Liebenau, Landkreis Kassel, Hessen.
Hinweis: Die Reihenfolge der Denkmäler in dieser Liste orientiert sich an der Anschrift, alternativ ist sie auch nach der Bezeichnung oder der Bauzeit sortierbar.
Kulturdenkmäler werden fortlaufend im Denkmalverzeichnis des Landes Hessen durch das Landesamt für Denkmalpflege Hessen auf Basis des Hessischen Denkmalschutzgesetzes (HDSchG) geführt. Die Schutzwürdigkeit eines Kulturdenkmals hängt nicht von der Eintragung in das Denkmalverzeichnis des Landes Hessen oder der Veröffentlichung in der Denkmaltopographie ab.

Das Vorhandensein oder Fehlen eines Objekts in dieser Liste ist keine rechtsverbindliche Auskunft darüber, ob es Kulturdenkmal ist oder nicht: Diese Liste entspricht möglicherweise nicht dem aktuellen Stand der offiziellen Denkmaltopographie. Diese ist für Hessen in den entsprechenden Bänden der Denkmaltopographie Bundesrepublik Deutschland und im Internet unter DenkXweb – Kulturdenkmäler in Hessen einsehbar. Auch diese Quellen sind, obwohl sie durch das Landesamt für Denkmalpflege Hessen aktualisiert werden, nicht immer aktuell, da es im Denkmalbestand immer wieder Änderungen gibt.
Eine verbindliche Auskunft erteilt allein das Landesamt für Denkmalpflege Hessen.
Nutze diese Kartenansicht, um Koordinaten in der Liste zu setzen. In dieser Kartenansicht sind Kulturdenkmale ohne Koordinaten mit einem roten bzw. orangen Marker dargestellt und können in der Karte gesetzt werden. Kulturdenkmale ohne Bild sind mit einem blauen bzw. roten Marker gekennzeichnet, Kulturdenkmale mit Bild mit einem grünen bzw. orangen Marker.

## Ostheim
| Bild            | Bezeichnung                                   | Lage                                                         | Beschreibung                                               | Bauzeit   | Daten |
| --------------- | --------------------------------------------- | ------------------------------------------------------------ | ---------------------------------------------------------- | --------- | ----- |
| Bild gesucht BW | Gesamtanlage Ostheim                          | Lage                                                         |                                                            |           |       |
| Bild gesucht BW | Evangelische Filialkirche                     | Blumenweg 1 Lage                                             | Die neugotische Saalkirche wurde von Werner Narten erbaut. | 1889/1890 |       |
| Bild gesucht BW | Flurquerdielenhaus In der Ecke 4              | In der Ecke 4 LageFlur: 7, Flurstück: 135/1                  |                                                            | 1809      |       |
| Bild gesucht BW | Querdielenhaus In der Ecke 6                  | In der Ecke 6 LageFlur: 7, Flurstück: 425/224                |                                                            | 1838      |       |
| Bild gesucht BW | Längsdielenhaus Lange Straße 15               | Lange Straße 15 LageFlur: 7, Flurstück: 95/6                 |                                                            | 1579      |       |
| Bild gesucht BW | Ehemaliges Flurquerdielenhaus Lange Straße 35 | Lange Straße 25 LageFlur: 7, Flurstück: 53/1                 |                                                            | 1851      |       |
| Bild gesucht BW | Längsdielenhaus Lange Straße 27 und 29        | Lange Straße 27 und 29 LageFlur: 7, Flurstück: 51/2 und 49/2 |                                                            | 1713      |       |
| Bild gesucht BW | Querdielenhaus Lange Straße 37                | Lange Straße 37 LageFlur: 7, Flurstück: 31 und 307/33        |                                                            | um 1700   |       |
| Bild gesucht BW | Längsdielenhaus Lange Straße 39               | Lange Straße 39 LageFlur: 7, Flurstück: 30/2                 |                                                            | 1701      |       |
| Bild gesucht BW | Flurquerdielenhaus Lindenweg 1                | Lindenweg 1 LageFlur: 7, Flurstück: 166/1                    |                                                            | 1818      |       |
| Bild gesucht BW | Flurquerdielenhaus Lindenweg 3                | Lindenweg 3 LageFlur: 7, Flurstück: 165/2                    |                                                            | 1821      |       |